# Eachuru, Piriyapatna
Eachuru là một làng thuộc tehsil Piriyapatna, huyện Mysore, bang Karnataka, Ấn Độ.